# Joachim Finck von Finckenstein

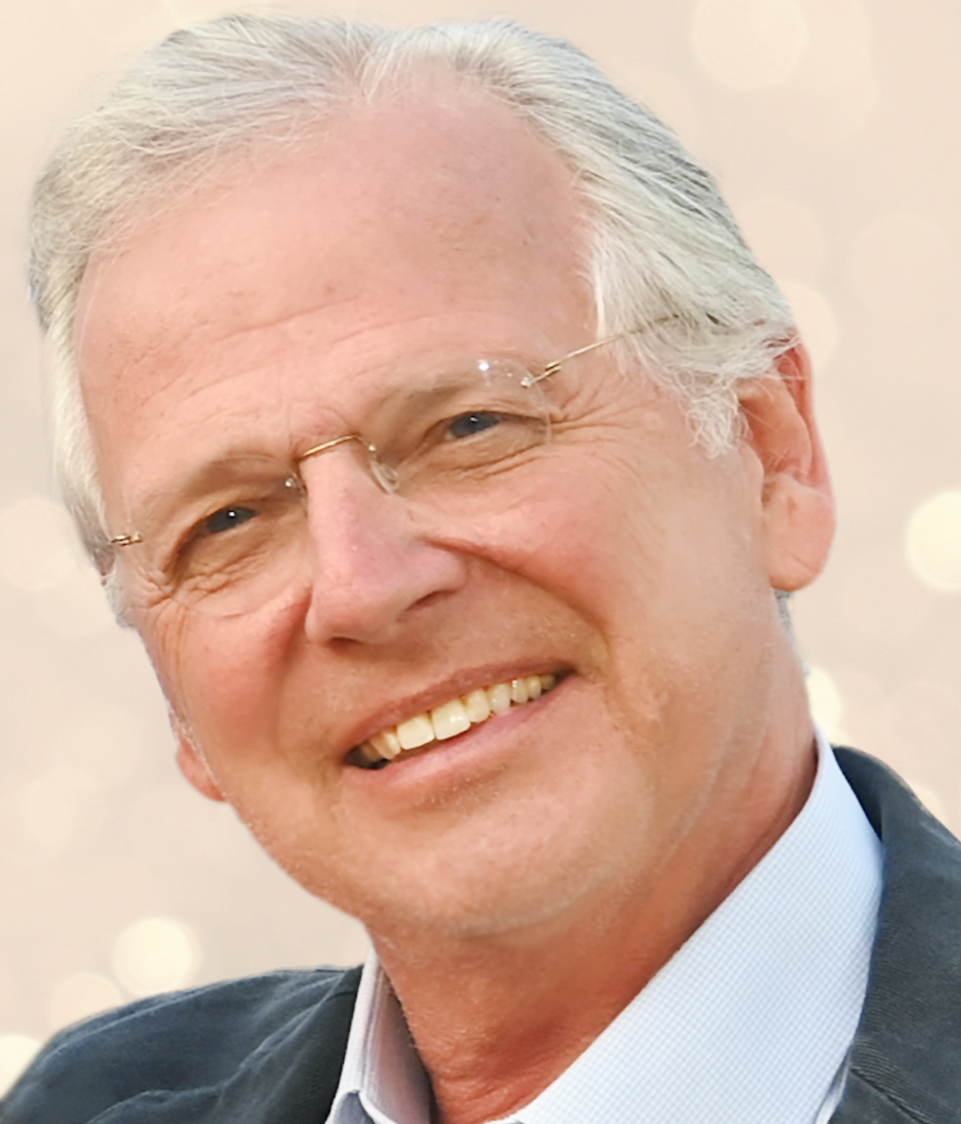

Joachim Graf Finck von Finckenstein (* 22. Dezember 1954 in Bonn) ist ein deutscher Facharzt für Plastisch-Ästhetische Chirurgie. Er stammt aus dem ostpreußischen Adelsgeschlecht der Grafen von Finckenstein und hat ein chirurgisches Verfahren mitentwickelt sowie zwei Operationsmethoden erfunden.

## Werdegang
Finck von Finckenstein wuchs in Paris zweisprachig auf. Nach seinem Abitur in Bonn studierte er Medizin in Kiel, Paris, Heidelberg und München. Als Stabsarzt wurde er von der Bundeswehr nach Sanaa (Jemen) und Bujumbura (Burundi/Zentralafrika) abkommandiert, wo er Intensivstationen in Militärkrankenhäusern einrichtete. Nachdem er die Facharzttitel „Chirurg“ und „Plastisch-Ästhetischer Chirurg“ in der Universitätsklinik München im Klinikum Großhadern erworben hatte, absolvierte er Hospitationen in Frankreich und den USA. Bis 1993 war er an der Ludwig-Maximilians-Universität München tätig und eröffnete 1993 eine Abteilung für Plastisch-Rekonstruktive Medizin im Klinikum Starnberg.

## Wissenschaftliche Tätigkeit
Nach seinem Aufenthalt in den USA beim Erfinder des Bodylifts, Ted Lockwood, war Joachim Finck von Finckenstein einer der ersten, der diese Methode in Deutschland angewandt hat. Er entwickelte den Chest- und den Necklift. Beim Chestlift sorgen in der Achselhöhle versteckte Narben dafür, dass Männer mit Gynäkomastie ohne sichtbare Narben eine normal geformte Brust zurückbekommen. Beim Necklift wird das Doppelkinn ohne auffällige Narben beseitigt.
Joachim Finck von Finckenstein hat 2007 außerdem die BEAULI-Methode mitentwickelt, dazu 2017 ein internationales Symposium organisiert und in Fachmedien darüber publiziert. Mit diesem Verfahren können größere Fettmengen gewonnen werden, um mit Eigengewebe beispielsweise Körperdefekte auszugleichen, eine Brust zu vergrößern oder eine amputierte Brust wiederherzustellen.
2005 organisierte Joachim Finck von Finckenstein zusammen mit Prof. Gabka den nationalen Kongress für die Deutschen Gesellschaft für Plastische und rekonstruktive Chirurgie in München. 2016 wurde auf Initiative von Dr. von Finckenstein und der brasilianischen Kollegen Fabio Nahas und Carlos Uebel hin das erste German Brazilian Aesthetic Meeting (GBAM) ins Leben gerufen. Dieser Kongress fand unter seiner Leitung im April 2016 in München statt, an dem zwei weltberühmte brasilianische plastische Chirurgen teilnahmen (Ivo Pitanguy und Ricardo Baroudi). Seitdem wird der GBAM Kongress alle 2 Jahre einmal in Brasilien und dann wieder in Deutschland abgehalten, zuletzt in Rio de Janeiro und Buzios im April 2025.
Von 2007 bis 2010 war Joachim Finck von Finckenstein Präsident der Deutschen Gesellschaft für Ästhetisch-Plastische Chirurgie. Er hielt Vorträge auf Symposien und gibt Interviews in der Laienpresse (zum Beispiel in der Süddeutschen Zeitung, im Schleswig-Holsteiner-Zeitungsverlag und in der Auto-Bild).
Joachim von Finckenstein ist Autor des Buches Gestrafft und abgesaugt (Minerva-Verlag), in dem er Einblicke in die Welt der Schönheitschirurgie gibt. Außerdem beschäftigt er sich wissenschaftlich mit dem Phänomen „Schönheit“, worüber er bei Veranstaltungen von Thinktanks und Designabteilungen von Firmen sowie auf Kongressen referiert. Auf Grundlage dieser Vorträge ist sein Buch "Warum macht uns Schönheit so an?" entstanden, das 2022 erschienen ist (ISBN 978-3-7562-0945-3). Darin zeigt er auf, welche biologischen Grundlagen das Streben des Menschen nach Schönheit bestimmen und welche gesellschaftlichen Auswirkungen der Wunsch nach Schönheit hat.
Unabhängig von seiner beruflichen Tätigkeit gilt Dr. von Finckenstein als Experte zum Thema Schönheit, Design und Ästhetik im Allgemeinen.